# كمال الدين الأبهري
خواجة كمال الدين أبو عمرو الأبهري (الفارسية: خواجه کمال الدین ابو عمرو ابهری) كان وزيرًا فارسيًا للسلطانين السلجوقيين في غرب إيران هما أرسلان شاه (1161-1176) وابنه وخليفته طغرل الثالث (1176-1194). تشير نسبة كمال الدين إلى أصوله من أبهر، وهي بلدة تقع في الجزء الشمالي من عراق العجم.
بدأ كمال الدين حياته المهنية كسكرتير (حاجب أو كاتب)، ثم عيّنه أرسلان شاه وزيرًا له. أصبح ابن أرسلان شاه وخليفته طغرل الثالث، مضطربًا فيما بعد تحت إشراف أتابكة الأذر في أذربيجان وسعى إلى الخروج من نفوذهم، ولكن قبض عليه في النهاية وسجنه الأتابك قيزيل أرسلان (حكم من عام 1186 إلى عام 1191). ولعب كمال الدين فيما بعد دورًا كبيرًا في هروب طغرل، ولكنه لسبب غير معروف انسحب لاحقًا من السياسة وعاش بقية حياته زاهدًا يتجول في الحجاز والشام. تُوفي في القدس سنة 1194م، بالقرب من المسجد الأقصى.